# Torneo masculino de hockey en los Juegos Olímpicos de la Juventud Nankín 2014
El hockey masculino fue una disciplina que se realizó en los Juegos Olímpicos de la Juventud de Nankín 2014 entre el 17 y el 27 de agosto de 2014. El torneo contó con la participación de 180 deportistas de 10 equipos. Los jugadores participantes debían haber nacido entre el 1 de enero de 1996 y el 31 de diciembre de 1999.

## Resultados

### Primera ronda

#### Grupo A
| Equipo     | PJ | G | E | P | GF | GC | DIF | Pts |
| ---------- | -- | - | - | - | -- | -- | --- | --- |
| España     | 4  | 4 | 0 | 0 | 28 | 10 | +18 | 12  |
| Australia  | 4  | 2 | 0 | 2 | 21 | 17 | +4  | 6   |
| Canadá     | 4  | 2 | 0 | 2 | 14 | 13 | +1  | 6   |
| Sudáfrica  | 4  | 2 | 0 | 2 | 11 | 19 | -8  | 6   |
| Bangladesh | 4  | 0 | 0 | 4 | 7  | 22 | -15 | 0   |

| Fecha        | Hora¹ | Partidos   | Partidos | Partidos   |
| ------------ | ----- | ---------- | -------- | ---------- |
| 17 de agosto | 17:30 | España     | 9-1      | Bangladesh |
| 17 de agosto | 19:00 | Sudáfrica  | 1-5      | Canadá     |
| 18 de agosto | 16:30 | Australia  | 5-2      | Bangladesh |
| 18 de agosto | 19:30 | España     | 6-3      | Canadá     |
| 19 de agosto | 16:00 | Sudáfrica  | 6-5      | Australia  |
| 19 de agosto | 19:00 | Canadá     | 4-1      | Bangladesh |
| 20 de agosto | 17:30 | España     | 7-6      | Australia  |
| 20 de agosto | 19:30 | Bangladesh | 2-5      | Sudáfrica  |
| 21 de agosto | 16:30 | Australia  | 5-2      | Canadá     |
| 21 de agosto | 19:30 | Sudáfrica  | 0-6      | España     |

#### Grupo B
| Equipo        | PJ | G | E | P | GF | GC | DIF | Pts |
| ------------- | -- | - | - | - | -- | -- | --- | --- |
| Nueva Zelanda | 4  | 3 | 1 | 0 | 28 | 12 | +16 | 10  |
| Pakistán      | 4  | 3 | 1 | 0 | 27 | 12 | +15 | 10  |
| México        | 4  | 1 | 0 | 3 | 11 | 20 | -9  | 3   |
| Zambia        | 4  | 1 | 0 | 3 | 14 | 24 | -10 | 3   |
| Alemania      | 4  | 1 | 0 | 3 | 10 | 22 | -12 | 3   |

| Fecha        | Hora¹ | Partidos      | Partidos | Partidos      |
| ------------ | ----- | ------------- | -------- | ------------- |
| 17 de agosto | 18:00 | Nueva Zelanda | 8-2      | Zambia        |
| 17 de agosto | 21:00 | Pakistán      | 6-2      | México        |
| 18 de agosto | 17:30 | Alemania      | 1-8      | Zambia        |
| 18 de agosto | 21:00 | Nueva Zelanda | 8-1      | México        |
| 19 de agosto | 18:00 | Pakistán      | 6-2      | Alemania      |
| 19 de agosto | 21:00 | México        | 6-2      | Zambia        |
| 20 de agosto | 16:30 | Nueva Zelanda | 6-3      | Alemania      |
| 20 de agosto | 20:30 | Zambia        | 2-9      | Pakistán      |
| 21 de agosto | 16:00 | Alemania      | 4-2      | México        |
| 21 de agosto | 19:00 | Pakistán      | 6-6      | Nueva Zelanda |

### Segunda ronda
|  | Cuartos de final     | Cuartos de final     |                      |           | Semifinales            | Semifinales            |  |  | Final                | Final |
|  |                      |                      |                      |           |                        |                        |  |  |                      |       |
|  | 23 de agosto de 2014 |                      |                      |           |                        |                        |  |  |                      |       |
|  |                      |                      |                      |           |                        |                        |  |  |                      |       |
|  | España               | 10                   |                      |           |                        |                        |  |  |                      |       |
|  | España               | 10                   | 25 de agosto de 2014 |           |                        |                        |  |  |                      |       |
|  | Zambia               | 1                    |                      |           |                        |                        |  |  |                      |       |
|  | Zambia               | 1                    | España               | 4(5)      |                        |                        |  |  |                      |       |
|  | 23 de agosto de 2014 |                      | España               | 4(5)      |                        |                        |  |  |                      |       |
|  |                      | Canadá               | 4(6)                 |           |                        |                        |  |  |                      |       |
|  | Pakistán             | Canadá               | 4(6)                 | 7 (2)     |                        |                        |  |  |                      |       |
|  | Pakistán             |                      | 27 de agosto de 2014 | 7 (2)     |                        |                        |  |  |                      |       |
|  | Canadá               | 7 (3)                |                      |           |                        |                        |  |  |                      |       |
|  | Canadá               | 7 (3)                | Canadá               | 3(2)      |                        |                        |  |  |                      |       |
|  | 23 de agosto de 2014 |                      | Canadá               | 3(2)      |                        |                        |  |  |                      |       |
|  |                      | Australia            | 3(3)                 |           |                        |                        |  |  |                      |       |
|  | Australia            | Australia            | 3(3)                 | 8         |                        |                        |  |  |                      |       |
|  | Australia            | 25 de agosto de 2014 |                      | 8         |                        |                        |  |  |                      |       |
|  | México               | 1                    |                      |           |                        |                        |  |  |                      |       |
|  | México               | 1                    | Australia            | 4         | Tercer y cuarto puesto | Tercer y cuarto puesto |  |  |                      |       |
|  | 23 de agosto de 2014 |                      | Australia            | 4         | Tercer y cuarto puesto | Tercer y cuarto puesto |  |  |                      |       |
|  |                      | Sudáfrica            | 3                    |           |                        |                        |  |  |                      |       |
|  | Nueva Zelanda        | Sudáfrica            | 3                    | 0         | España                 | 7                      |  |  |                      |       |
|  | Nueva Zelanda        |                      |                      | 0         | España                 | 7                      |  |  |                      |       |
|  | Sudáfrica            | 3                    |                      | Sudáfrica | 4                      |                        |  |  |                      |       |
|  | Sudáfrica            | 3                    |                      |           | 4                      |                        |  |  |                      |       |
|  |                      |                      |                      |           |                        |                        |  |  | 27 de agosto de 2014 |       |
|  |                      |                      |                      |           |                        |                        |  |  |                      |       |

|  | Perdedores de cuartos | Perdedores de cuartos |   |                      | 5º puesto            | 5º puesto |  |
|  |                       |                       |   |                      |                      |           |  |
|  |                       |                       |   |                      |                      |           |  |
|  | 25 de agosto de 2014  |                       |   |                      |                      |           |  |
|  | Zambia                | 2                     |   |                      |                      |           |  |
|  | Pakistán              | 5                     |   |                      |                      |           |  |
|  |                       |                       |   |                      |                      |           |  |
|  |                       |                       |   |                      | 27 de agosto de 2014 |           |  |
|  |                       |                       |   |                      | Pakistán             | 4         |  |
|  |                       | Nueva Zelanda         | 3 |                      |                      |           |  |
|  |                       |                       |   |                      |                      |           |  |
|  |                       |                       |   |                      |                      |           |  |
|  |                       |                       |   |                      | 7º puesto            |           |  |
|  | 25 de agosto de 2014  | 25 de agosto de 2014  |   | 27 de agosto de 2014 | 27 de agosto de 2014 |           |  |
|  | México                | 2                     |   | Zambia               | 7                    |           |  |
|  | Nueva Zelanda         | 9                     |   |                      | México               | 4         |  |

#### Cuartos de final
| Fecha        | Hora¹ | Partidos      | Partidos    | Partidos  |
| ------------ | ----- | ------------- | ----------- | --------- |
| 23 de agosto | 19:00 | España        | 10-1        | Zambia    |
| 23 de agosto | 19:30 | Pakistán      | 7 (2)-7 (3) | Canadá    |
| 23 de agosto | 20:30 | Australia     | 8-1         | México    |
| 23 de agosto | 21:00 | Nueva Zelanda | 0-3         | Sudáfrica |

#### Partido por el noveno puesto
| Fecha        | Hora¹ | Partidos   | Partidos | Partidos |
| ------------ | ----- | ---------- | -------- | -------- |
| 25 de agosto | 16:00 | Bangladesh | 4-5      | Alemania |

#### Reclasificación del 5° al 8° puesto
| Fecha        | Hora¹ | Partidos      | Partidos | Partidos |
| ------------ | ----- | ------------- | -------- | -------- |
| 25 de agosto | 16:30 | Zambia        | 2-5      | Pakistán |
| 25 de agosto | 17:00 | Nueva Zelanda | 9-2      | México   |

##### Partido por el séptimo puesto
| Fecha        | Hora¹ | Partidos | Partidos | Partidos |
| ------------ | ----- | -------- | -------- | -------- |
| 27 de agosto | 16:00 | Zambia   | 7-4      | México   |

##### Partido por el quinto puesto
| Fecha        | Hora¹ | Partidos | Partidos | Partidos      |
| ------------ | ----- | -------- | -------- | ------------- |
| 27 de agosto | 17:30 | Pakistán | 4-3      | Nueva Zelanda |

#### Clasificación del 1° al 4° puesto

##### Semifinales
| Fecha        | Hora¹ | Partidos  | Partidos    | Partidos  |
| ------------ | ----- | --------- | ----------- | --------- |
| 25 de agosto | 18:00 | España    | 4 (5)-4 (6) | Canadá    |
| 25 de agosto | 19:30 | Sudáfrica | 3-4         | Australia |

##### Partido por el tercer puesto
| Fecha        | Hora¹ | Partidos | Partidos | Partidos  |
| ------------ | ----- | -------- | -------- | --------- |
| 27 de agosto | 19:00 | España   | 7-4      | Sudáfrica |

##### Partido por el primer puesto
| Fecha        | Hora¹ | Partidos | Partidos    | Partidos  |
| ------------ | ----- | -------- | ----------- | --------- |
| 27 de agosto | 20:30 | Canadá   | 3 (2)-3 (3) | Australia |

## Posiciones finales
| 1 . Australia     |
| 2 . Canadá        |
| 3 . España        |
| 4 . Sudáfrica     |
| 5 . Pakistán      |
| 6 . Nueva Zelanda |
| 7 . Zambia        |
| 8 . México        |
| 9 . Alemania      |
| 10 . Bangladesh   |